# استبدال أنسجة الثدي بالدهون
يُعد استبدال أنسجة الثدي بالدهون هو مُصطلح يُستخدم في أثناء التصوير الشعاعي للثدي (الماموغراف) ويُشير المُصطلح إلى عملية استبدال بعض أنسجة الثدي بالدهون. هذه العملية هي أكثر شيوعًا بين النساء المتقدمات في العُمر.